# Kornmühle Tüschenbroich
Die Kornmühle Tüschenbroich ist eine Wassermühle mit einem oberschlächtigen, hölzernen Wasserrad in Nordrhein-Westfalen.

## Geographie
Die Kornmühle hat ihren Standort am unteren Weiher von Schloss Tüschenbroich seitlich am Restaurantgebäude im Ortsteil Tüschenbroich in der Mittelstadt Wegberg im Kreis Heinsberg. Der Wasserspiegel des Mühlenweihers liegt bei 77 m ü.NN. Das Mühlengebäude befindet sich unweit von Schloss an der Landesstraße 364.
Die Mühle erhält ihr Wasser von einem großen, vorgelagerten Weiher, der von der Schwalm durchflossen wird.

## Geschichte
Die Kornmühle Tüschenbroich gehörte ebenso wie die Ölmühle Tüschenbroich schon immer zum Schloss Tüschenbroich, dessen erste Erwähnung aus dem Jahre 1172 stammt. Die Geschichte der Mühle reicht ins 14./15. Jahrhundert zurück, als sie von den Herren zu Tüschenbroich erbaut wurde. Die Mühle diente als Einnahmequelle für ihre Betreiber und so wurde diese Mühle auch als Zwang- oder Bannmühle betrieben. Das heißt, aufgrund des Bannrechts mussten die Bewohner eines genau abgegrenzten Gebietes in dieser Mühle mahlen lassen. Die Mühle war 1624 im Besitz des Freiherrn von Spiering. 1834 kaufte der Justizrat Gormanns aus Erkelenz die Mühle. Sie verfügte als einzige Mühle an der Schwalm über ein oberschlächtiges Mühlrad, dass zwei Mahlgänge (allerdings nicht beide gleichzeitig) bis zu sechs Stunden antreiben konnte. Seit 1863 wurde neben dem Mühlenbetrieb auch eine Schankwirtschaft betrieben, die als zweites Standbein das Leben verbessern sollte. Alsbald konnte man auf dem Mühlenweiher (Schlossweiher) eine Kahnpartie machen.  Der Mühlenzwang wurde in der Franzosenzeit (Beginn des 19. Jahrhunderts) als ein Relikt der Leibeigenschaft angesehen und schließlich aufgehoben. 1940 wurde der Mahlbetrieb eingestellt.

## Denkmaleintrag
Gaststätte und ehemalige Wassermühle in Tüschenbroich. Errichtet im 18. bis 20. Jahrhundert; ehemalige Wassermühle, jetzt zu einer Gastwirtschaft umgebaut; Kern 18. Jahrhundert, weitgehend erneuert; das Mühlgebäude zweigeschossig, Fachwerk, das Wasserrad noch vorhanden, zugehörig noch eine einzelstehende auch weitgehend erneuerte Backsteinscheune.

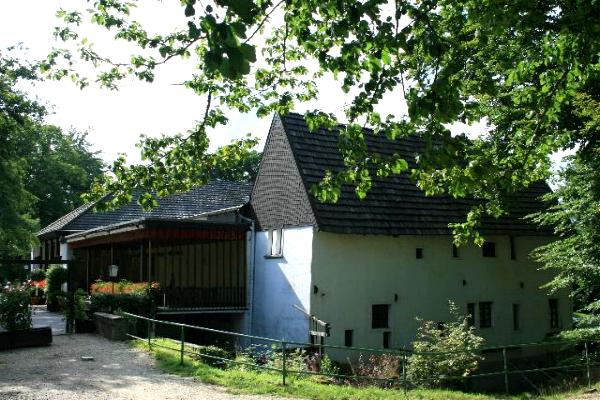
Das frühere Mühlengebäude
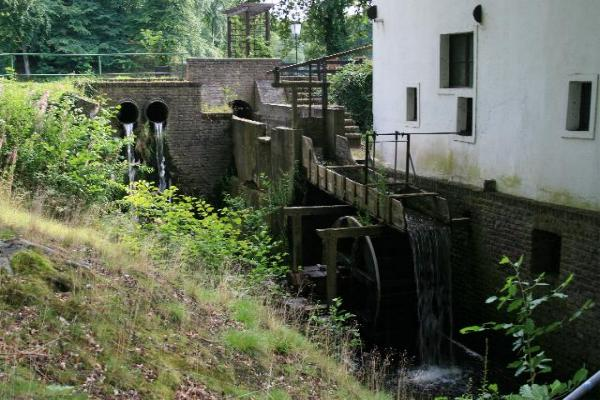
Wasserzulauf zur Mühle
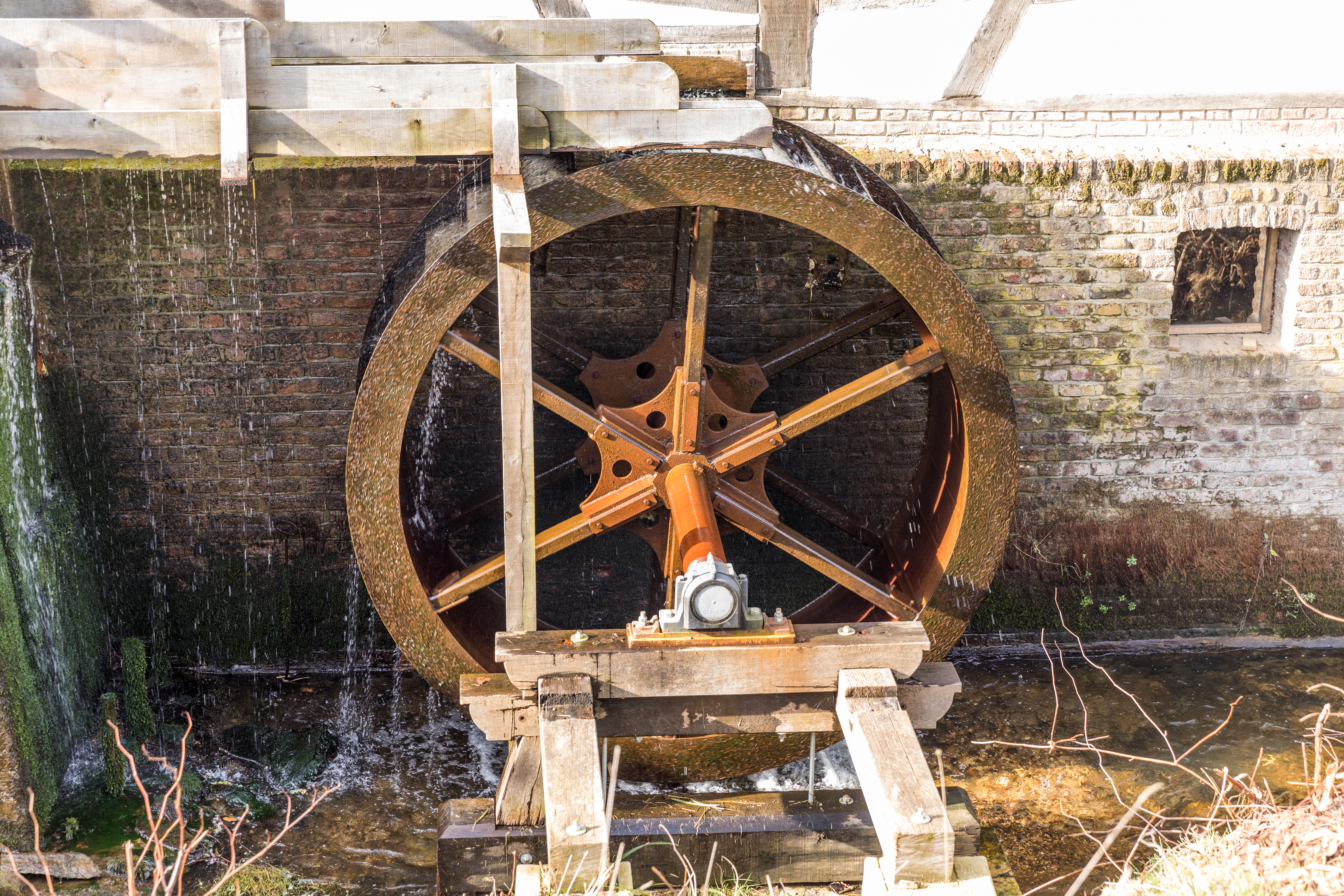
Das oberschlägige Mühlrad
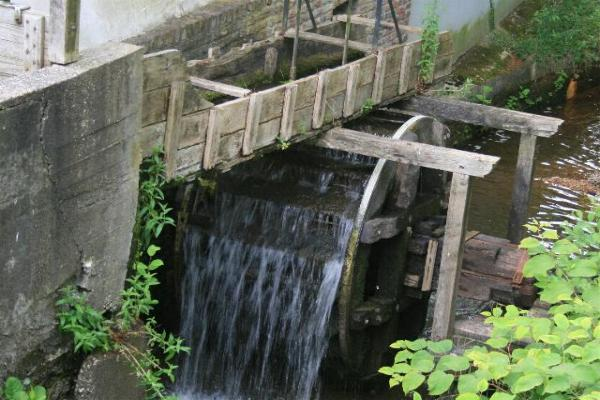
Das Mühlrad der Kornmühle
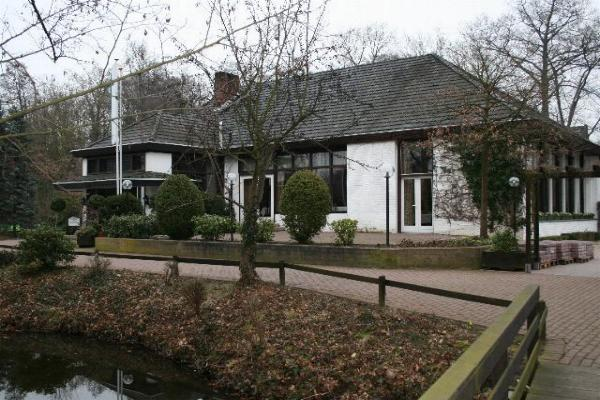
Teil des Ausfluglokals